# Pietje Bell (strip)
Pietje Bell is een stripverhaal getekend door Dick Matena, gebaseerd op het eerste boek uit de gelijknamige serie over het leven van een Rotterdamse jongen aan het begin van de 20e eeuw. De strip verscheen in 1991 als vervolgverhaal in de Donald Duck en werd hierna in 1992 uitgegeven door Big Balloon.

## Samenvatting
De strip volgt in grote lijnen een deel van het oorspronkelijke verhaal, met hier en daar wat aanpassingen of kleine toevoegingen. Zo is de drogist Geelman hier niet alleen een chagrijnige zuurpruim, maar een echte kinderbeul die Pietje met tante Cato's pruik afranselt. In de strip leest meester Ster, Pietjes onderwijzer, Robinson Crusoe voor. Paul Velinga is in de strip een aardige man die het goed met Pietje kan vinden, in het boek is dit daarentegen minder duidelijk. De passage in het boek waarin Pietje Bell in de leeuwenkooi belandt, is in de strip anders uitgewerkt; zo is Pietje Bell hier samen met zijn zus Martha in het circus, terwijl hij in het boek van huis is weggelopen.